# Schwende
Schwende (toponimo tedesco) è un ex-distretto svizzero di 2 193 abitanti del Canton Appenzello Interno, facente parte del distretto di Schwende-Rüte.

## Storia
È stato istituito nel 1873 sul territorio della rhode soppressa di Schwende. Nel 1º maggio 2022 è stato unito al distretto di Rüte per formare il distretto di Schwende-Rüte.

## Monumenti e luoghi d'interesse
- Chiesa cattolica di San Martino (già di Ognissanti), eretta nel 1623 e ricostruita nel 1766-1767 e nel 1928-1929 da Adolf Gaudy[2].

## Società

### Evoluzione demografica
L'evoluzione demografica è riportata nella seguente tabella:
Abitanti censiti

## Infrastrutture e trasporti
Schwende è servito dalle stazioni di Weissbad, di Schwende e di Wasserauen sulla ferrovia del Säntis (linea S23 della rete celere di San Gallo).

## Amministrazione
Ogni famiglia originaria del luogo fa parte del cosiddetto comune patriziale e ha la responsabilità della manutenzione di ogni bene ricadente all'interno dei confini del comune.